# Gérard Marais
Gérard Marais (* 19. September 1945 in Enghien-les-Bains) ist französischer Jazz-Gitarrist, Komponist, Arrangeur und Bandleader.

## Leben und Wirken
Marais spielte nach einem Literaturstudium u. a. in der Gruppe Dharma (1971). Er trat auf dem Montreux Jazz Festival auf und arbeitete mit Michel Portal (Splendid Yzlment), Burton Greene, Bernard Vitet, Jouk Minor, Colette Magny, Raymond Boni, Stu Martin, Claude Barthélemy und François Méchali.
In den 1980er Jahren verlagerte er seine Aktivitäten auf Musik für Filme (Le Grand Jour von Robert Kramer) und Ballett und spielt außerdem im Trio mit Didier Levallet und Dominique Pifarély. Er gründete die Big Band de Guitares, u. a. mit Raymond Boni, Claude Barthélemy, Philippe Deschepper, Colin Swinburne und Jacques Mahieux, mit der er 1984 das gleichnamige Album auf dem Label Thelonious aufnahm. Marais wurde 1985 einem weiteren Publikum bekannt durch seine Jazzoper „La Baraque Rouge“, u. a. mit Annick Nozati. 1993 folgte die Oper Mister Cendron.
Ende der 1990er Jahre folgte das Album Katchinas mit Yves Robert, Henri Texier und Michel Godard. Danach gründete er „Zhivaro“ mit Claude Barthélemy, Didier Levallet, Henri Texier, Jacques Mahieux und Sylvain Kassap, die sich sowohl mit Jazz als auch mit Neuer Musik beschäftigen.
1999/2000 spielte er zwei Alben mit dem Bassisten Renaud Garcia-Fons ein, Free Songs und Acoustic Songs.